# Carmen Martín Gaite
Carmen Martín Gaite (Salamanca, 8 de diciembre de 1925-Madrid, 23 de julio de 2000) fue una escritora española, una de las figuras más importantes de las letras hispánicas del siglo XX. Recibió, entre otros, el Premio Príncipe de Asturias de las Letras en 1988.

## Biografía

### Infancia y adolescencia en Salamanca

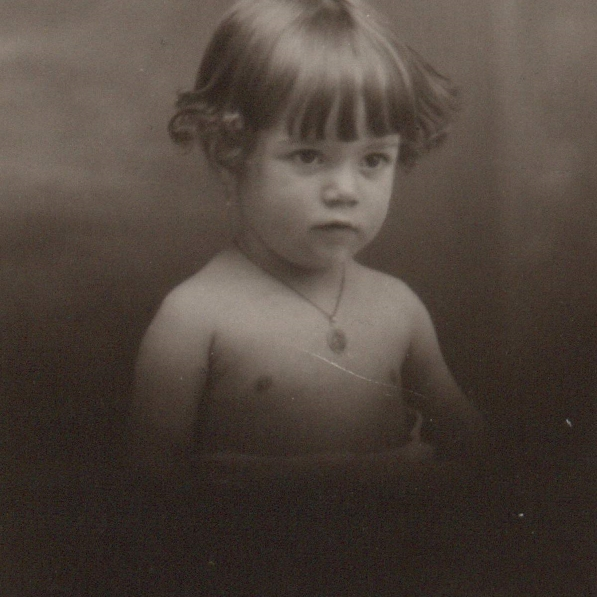
Retrato infantil de Carmen Martín Gaite.

Carmen Martín Gaite [segunda hija de José Martín López (Valladolid, 1885) y María Gaite Veloso (Orense, 1894), que habían contraído matrimonio en 1923] nació el 8 de diciembre de 1925 en la primera planta del número 3 de la plaza de los Bandos (Salamanca), edificio hoy demolido. Sus padres se habían conocido en Salamanca, en la que José Martín ejercía como notario. Sus abuelos maternos eran de Orense y su madre también nació en esta provincia. Su abuelo había sido catedrático de Geografía y su tío abuelo fue fundador del Ateneo de Orense, director y editor del periódico El Orensano. La familia solía pasar todos los veranos en una finca que tenían sus abuelos maternos en San Lorenzo de Piñor (Barbadás), a cinco kilómetros de Orense. Estos viajes fueron la base de su vinculación con Galicia y su interés por la cultura de la tierra, que sirve de escenario a alguna de sus obras como Las ataduras y Retahílas.
En su infancia no acudió a ningún colegio ya que José Martín, de ideas liberales, no deseaba que fuera educada en una institución religiosa, por lo que recibió clases de profesores particulares y de su padre, gran aficionado a la historia y la literatura, que ejerció como iniciador de Carmen y su hermana Ana en estas disciplinas.
El comienzo de la guerra civil española impidió a Carmen cursar el bachillerato en el Instituto-Escuela de Madrid, como ya había hecho su hermana Ana, por lo que tuvo que realizar sus estudios de segunda enseñanza en el Instituto Femenino de su ciudad natal, cuyo ambiente reflejaría más tarde en su novela Entre visillos. Allí tuvo como profesores a Rafael Lapesa y Salvador Fernández Ramírez, dos futuros miembros de la Real Academia Española que marcaron su vocación literaria.

### Universidad
En 1943, inició sus estudios de Filosofía y Letras  en la Universidad de Salamanca, donde tuvo como profesores a Francisco Maldonado, Antonio Tovar, Manuel García Blanco y Alonso Zamora Vicente. En el primer curso coincidió con Ignacio Aldecoa y Agustín García Calvo, en esos años colaboró en la revista Trabajos y días, donde aparecieron sus primeros poemas. También se interesó por el teatro y participó como actriz en varias obras. Durante el verano del 1946, permaneció becada en la Universidad de Coímbra, en la que afianzó su interés por la cultura galaico-portuguesa.

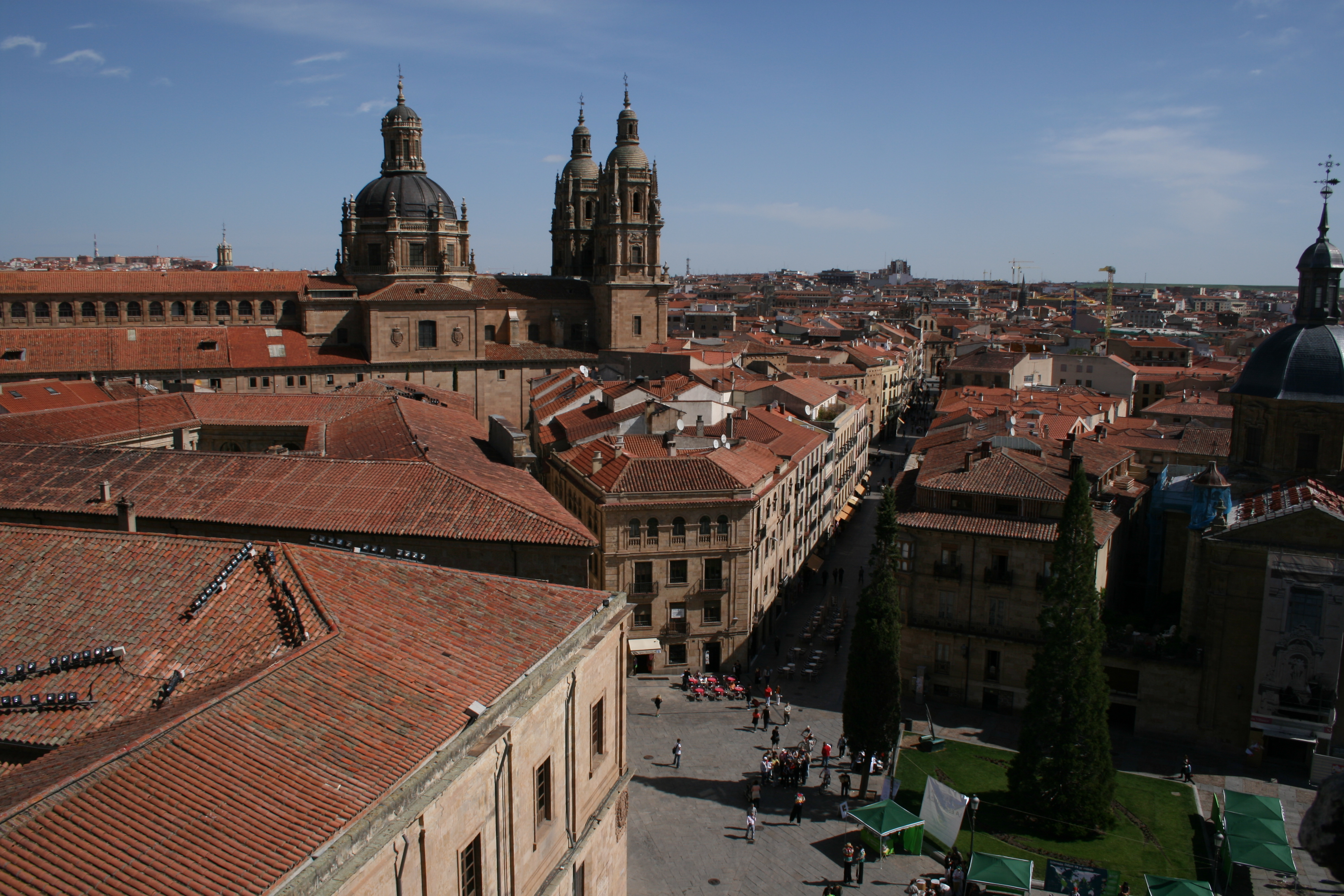
Vista aérea de Salamanca.

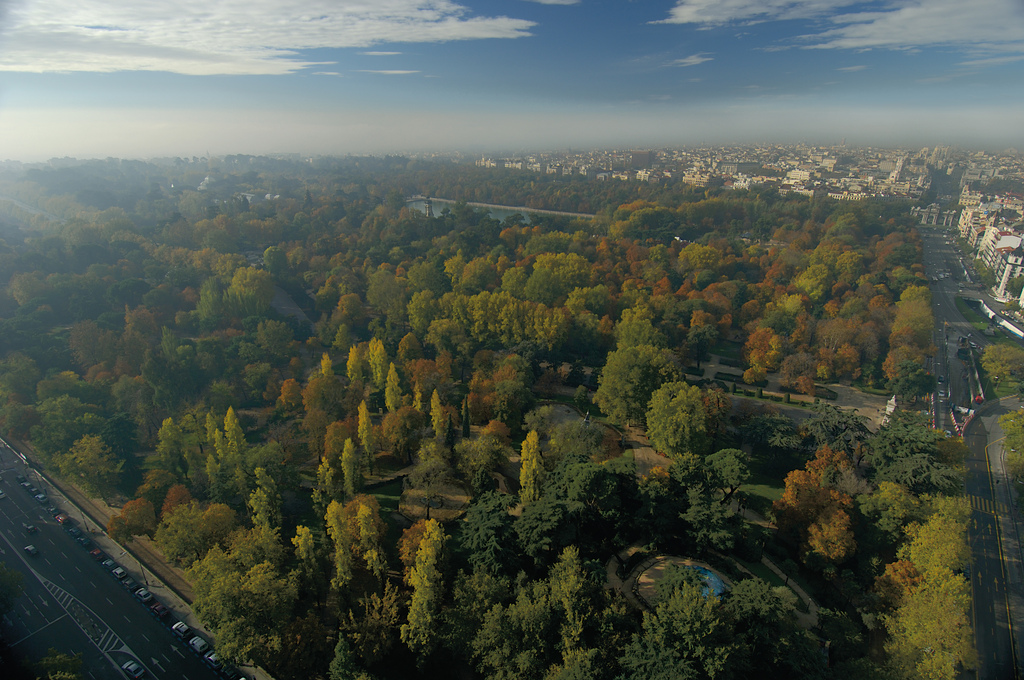
Parque del Retiro de Madrid.

En verano de 1948, tras terminar su Licenciatura en la rama de Filología Románica, fue becada para ampliar estudios en el extranjero, en el Collège International de Cannes. Allí perfecciona el idioma francés, se inicia en la literatura francesa contemporánea y conoce un tipo de sociedad más abierta y cosmopolita. Ese mismo año, al volver de Francia se trasladó a Madrid con la intención de preparar su tesis doctoral sobre los cancioneros galaico-portugueses durante el siglo XIII, que no llegaría a concluir. En Madrid se reencuentra con Ignacio Aldecoa, que la introduce en el círculo literario de algunos de los componentes de la llamada Generación del 50, entre los que se encontraban Medardo Fraile, Alfonso Sastre, Mayrata O'Wisiedo, Jesús Fernández Santos, Rafael Sánchez Ferlosio, Josefina Rodríguez Álvarez y Carlos Edmundo de Ory.

### Carrera literaria
Poco a poco su proyecto de la tesis doctoral se fue diluyendo y ganó peso su dedicación a la literatura. Publicaba cuentos y artículos en revistas y trabajó durante un tiempo haciendo fichas para un diccionario de la Real Academia Española, trabajó también como profesora en un colegio femenino y como empleada de la notaría de su padre que se había trasladado a Madrid.
En 1953 comenzó a colaborar con la revista literaria Revista Española, y en el mes de octubre contrajo matrimonio con el también escritor Rafael Sánchez Ferlosio —hijo del escritor falangista y exministro de Franco, Rafael Sánchez Mazas—, al que había conocido a su llegada a la capital, en 1950. Tras la boda, el matrimonio pasó unos meses en Roma, en casa de los abuelos maternos de Sánchez Ferlosio, además de visitar otras ciudades italianas como Nápoles, Florencia y Venecia. Este periodo italiano le llevó a contactar con la literatura contemporánea de ese país; entre sus principales influencia destacan Cesare Pavese, Italo Svevo y Natalia Ginzburg. En octubre de 1954 nació su primer hijo, Miguel, que falleció de meningitis en mayo del año siguiente, con solo 7 meses de edad. Su hija Marta nació en 1956. Carmen Martín Gaite se separaría de Sánchez Ferlosio catorce años más tarde, en 1970, para irse a vivir con su hija Marta Sánchez Martín, quien murió en 1985 a la edad de 28 años víctima del sida, enfermedad que contrajo al inyectarse heroína con agujas infectadas de este virus.
En la primavera de 1954 obtuvo el Premio Café Gijón por su novela corta El balneario. Su consolidación como novelista llegó con el Premio Nadal que obtuvo en enero de 1957 por su primera novela larga, Entre visillos, en la que desarrolla un personaje femenino singular llamado la "chica rara".  La segunda fue Ritmo lento, que quedó finalista del premio Biblioteca Breve de Narrativa de 1962.
Cultivó también la literatura juvenil, especialmente en alguno de sus cuentos («El castillo de las tres murallas», 1981, o «El pastel del diablo», 1985) y en su novela Caperucita en Manhattan (1990).
Recibió en 1988, el Premio Príncipe de Asturias de las Letras y fue, en 1978, la primera mujer (la primera edición es de 1977) en obtener el Premio Nacional de Literatura por su obra El cuarto de atrás, galardón que volvió a recibir en 1994 por el conjunto de su obra. Tenía la costumbre de poner punto final a sus libros en una habitación de un lujoso hotel madrileño, que reservaba cuando intuía que estaba a punto de dar por terminada una obra.
Hizo también crítica literaria, especialmente en Diario 16, y colaboró en los guiones de series para Televisión Española como 
Santa Teresa de Jesús (1982) y Celia (1989), serie infantil basada en los cuentos de la escritora madrileña Elena Fortún (1886-1952), de la que se declaró gran seguidora. Tradujo Madame Bovary, Cumbres Borrascosas, Jane Eyre y obras de Primo Levi, Virginia Woolf, Natalia Ginzburg y C. S. Lewis. Escribió una gran obra de crítica literaria en la que establece una tipología de la mujer bajo el franquismo, y teoriza el fenómeno literario de las "chicas raras", Usos amorosos de la posguerra española, publicado en 1987. 
En los años 1990 publicó dos novelas que fueron grandes éxitos de crítica y público, Lo raro es vivir en 1997 e Irse de casa en 1998.
Desde su llegada a Madrid, vivió siempre en el barrio del Retiro, por donde le gustaba pasear. En 2000 se le diagnosticó el cáncer que acabó con su vida el 23 de julio. 
Años después, el 27 de mayo de 2019 falleció en Villalba (Madrid) su hermana Ana María, que hizo las veces de albacea, custodia y memoria de la obra de Carmen. De hecho, en 2016 puso en marcha el Premio de Narrativa Carmen Martín Gaite, para evitar el posible olvido que podría pesar sobre Carmen y sus contemporáneos de la generación de los 50. También creó en la casa familiar de El Boalo un Centro de Estudios de Carmen Martín Gaite, donde se encuentran la biblioteca, el archivo y los muebles y objetos que Carmen tenía en Madrid. En el cementerio de El Boalo reposan los restos de ambas hermanas, junto a los de la hija de la escritora Marta Sánchez Martín y de sus padres, José Martín López y María Gaite Veloso. 

### La pasión por la historia
En los años sesenta, dejó un poco de lado la escritura de ficción y, atraída por la historia, permaneció más de diez años sin publicar ninguna novela. Fruto de este trabajo son El proceso de Macanaz: historia de un empapelamiento (1970) sobre el político del siglo XVIII, Melchor de Macanaz, y El conde de Guadalhorce, su época y su labor (1976). En esa línea de investigación construyó su tesis doctoral con el título Lenguaje y estilo amorosos en los textos del siglo XVIII español, que leyó el 11 de junio de 1972, con cuarenta y seis años, ante un tribunal compuesto por sus antiguos profesores Rafael Lapesa, Alonso Zamora Vicente, y que también componían José María Jover y Emilio Lorenzo. La obra, que analiza curiosos fenómenos desaparecidos como el "chischiveo", fue publicada en 1973 con el título Usos amorosos del dieciocho en España.

### Otros ensayos
El cuento de nunca acabar fue uno de sus libros de ensayo más personales en el que Martín Gaite, con su forma tan clara de narrar lo cotidiano, nos enseña la trastienda de su escritura pero también reflexiona sobre la coherencia, la vida, la infancia, el amor, la mentira, lo fugaz. Hace inventario de su existencia hasta 1982, en que se publicó. Habla de su amor por la literatura y por la vida, por las nubes, por la contemplación. Son reflexiones que escribió a lo largo de nueve años y que quiso recoger como su visión del mundo. Curiosamente para alguien que escribía de manera tan natural, lo que prevalece a lo largo de los años de esta obra es la coherencia y la fuerza de su estilo literario.

## Estilo literario
Respecto a su experiencia como escritora dijo en una entrevista de 1998:
«Hay tres tipos de satisfacción. Una es la de cuando escribes. A mí lo que me gusta es escribir. No manejo el tema hasta que lo tengo bien cogido. Con mis notas, mis apuntes, y mi memoria compongo ese tema. Ya sabes cómo aludo en mis textos a coser, a los hilos, a ese quitar y poner las cosas, a componerlas... No contarlo todo de golpe, eso es lo esencial para mantener el interés del lector...
»Otra es la satisfacción de la crítica que se te hace. Las leo y las recibo bien. Unas veces, pienso que no se han fijado en algo a lo que yo concedo importancia, pero otras veces veo que los críticos han hecho puntualizaciones que me sorprenden por lo atinadas, a veces notan cosas que yo no veía del mismo modo, y que están bien. De hecho,el libro ya está en manos de los demás. Y es el momento del trabajo de los críticos.
»Otra satisfacción es la que da el lector. Constato que le gusto a bastante gente, no voy a decir otra cosa. Y no me ven como una escritora que haya tirado la toalla, una escritora consagrada. Esta gratificación de la venta, digamos, no lo es en sí misma, si uno no está contento consigo mismo. Lo que he hecho lo he hecho lo mejor que he sabido. Con la limitación que tenga en los temas, porque escribo de lo que conozco, y tampoco tengo demasiada tendencia a explicar cómo hago lo que hago. El lector ya lo entenderá. Por eso matizo la realidad, y no doy toda la información de golpe. Me satisface que el lector valore que lea poniendo de su parte.
»He vivido los cuarenta años con la suerte de poder hacer lo que me gusta, escribir, y con la suerte de que lo que escribo les gusta a mis lectores, y alienta a los críticos. Lo veo como un milagro.»
Y en otra entrevista de 1999 dice a propósito del estilo de su novela Irse de casa:
«La narración oral, que los escritores rusos han dominado como nadie, es el aspecto fundamental de mi obra. Ese 'me parece que me estoy desviando, pero espérame que ahora vengo' lo he aprendido en Chejov. Me gusta ir avisando al lector que tal o cual personaje va a tener interés. Porque me gusta mucho que el lector me siga. Yo pienso mucho en el que me va a leer, soy muy considerada con él, que bastante favor me hace leyéndome. Que una historia sea creíble no quiere decir que sea realista, ni hace falta que sea verosímil.»
De su faceta ensayística, el profesor José Teruel destaca El cuento de nunca acabar: «una reflexión sobre la esencia fundamentalmente narrativa de nuestro proyecto existencial y su credibilidad. Todo para ella era un cuento que tenía que estar bien contado: las lecturas, la política, el amor, la vida propia y ajena, la historia.»
El crítico Santos Sanz Villanueva dice de su personalidad: «La narrativa de Martín Gaite recogió su inquietud de mujer "ventanera" (como ella decía de sí misma con coloquialismo castellano) trascribiendo observaciones de paisajes interiores y buscando un "interlocutor" (otra palabra clave de su poética) cómplice con quien compartir su experiencia del mundo. Que fue la de una niña bien, hija de notario, sacudida por la vida varias veces con crudeza insoportable. No hablamos, sin embargo, de una literata pura sino de una intelectual completa. Dedicó esfuerzos también a la historia y la sociología, terrenos que conectan con el resto de su obra. Sus estudios del infeliz ilustrado Macanaz o de los usos amorosos del siglo XVIII y de la posguerra contienen apelaciones contra la intransigencia y el dogmatismo, contra las coacciones en la libertad de las mujeres. En suma, y de forma indirecta, constituyen apuestas liberales y progresistas a favor de un mundo racional y más justo sin caer en la obediencia política frecuente en las gentes de la promoción antifranquista.»

## Obras

### Novelas
- Entre visillos (1958), Premio Nadal 1957
- Ritmo lento (1963), finalista del Premio Biblioteca Breve 1962
- Retahílas (1974)
- Fragmentos de interior (1976)
- El cuarto de atrás (1978), Premio Nacional de Narrativa (España)
- Caperucita en Manhattan (1990)
- Nubosidad variable (1992)
- La reina de las nieves (1994)
- Lo raro es vivir (1996)
- Irse de casa (1998)
- Los parentescos (2001), inconclusa

### Compilaciones de relatos y novelas cortas
- El balneario (1955). Incluye la novela corta homónima, Premio Café Gijón 1954, y los relatos «Los informes», «Un día de libertad» y «La chica de abajo».
- Las ataduras (1960)
- El pastel del diablo (1985)
- Dos relatos fantásticos (1986). Incluye el relato «El castillo de las tres murallas» (1981).
- Dos cuentos maravillosos (2009)
- Páginas escogidas (Siruela, 2024). Panorámica de todo su universo creativo con motivo del centenario de su nacimiento.

### Relatos
- «Un día de libertad» (1953), en Revista Española.
- «Retirada» (1995), en la antología Cuentos de este siglo. 30 narradoras contemporáneas.
- «De su ventana a la mía» (1996), en la antología Madres e hijas.
- «La chica de abajo» (1955), en la antología Cuentos de amigas (2009).

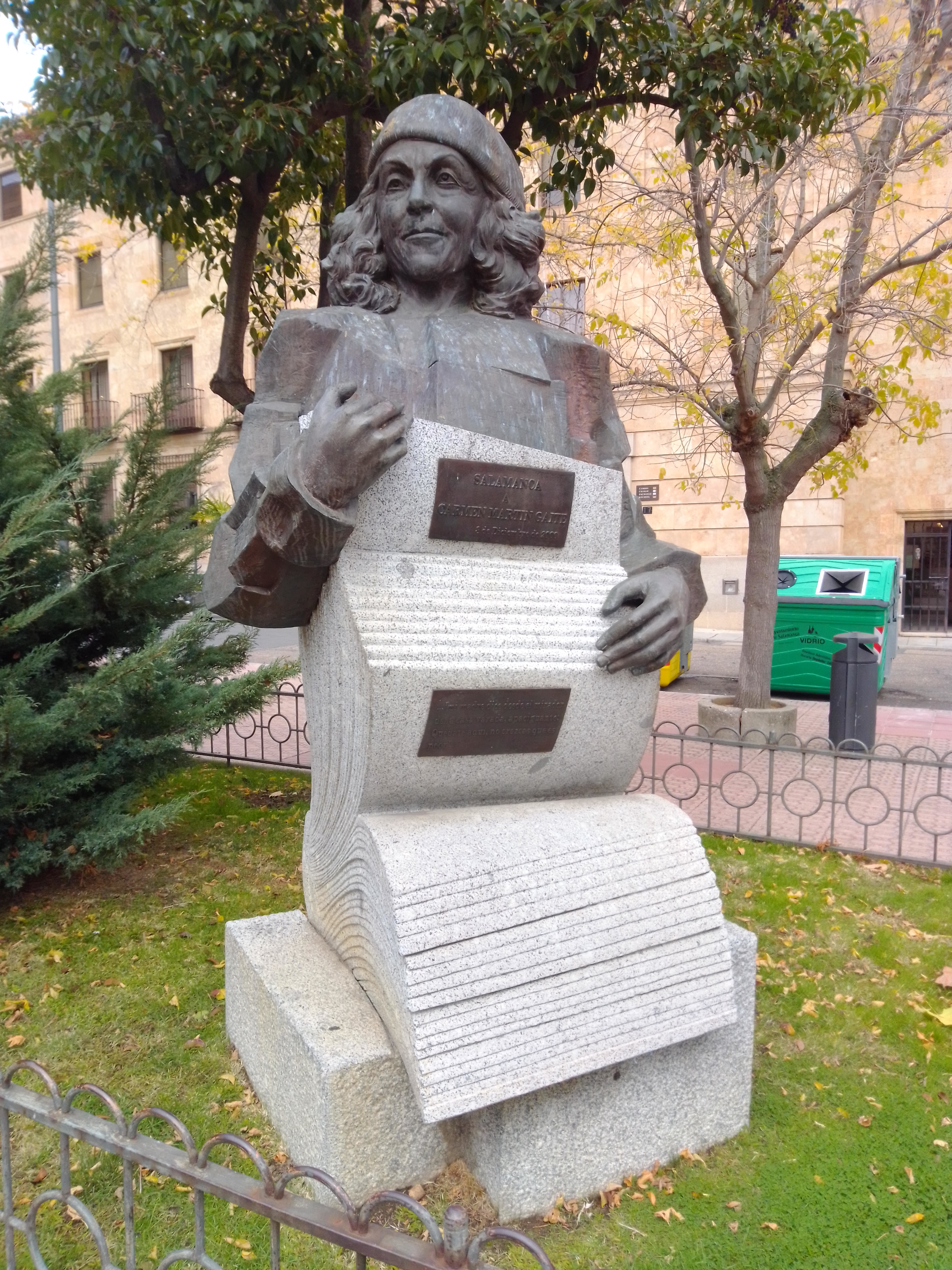
Monumento a Carmen Martín Gaite (diciembre de 2000), obra de Narcisa Vicente; plaza de los Bandos, Salamanca.

### Ensayo
- El proceso de Macanaz: historia de un empapelamiento (1970)
- Usos amorosos del dieciocho en España (1973)
- El conde de Guadalhorce, su época y su labor (1976)
- Usos amorosos de la Postguerra española (1981)
- El cuento de nunca acabar (notas sobre la narración, el amor y la mentira) (1983)
- Desde la ventana: enfoque femenino de la literatura española (1987)
- Vida cotidiana en tiempos de Goya (con Natacha Seseña y Gonzalo Anes) (1996)

### Poesía
- A rachas (1973)
- Todo es un cuento roto en Nueva York (1986)
- Después de todo. Poesía a rachas (1993). Antología con prólogo de Jesús Munárriz
- Poemas (2001)

### Epistolario
- Correspondencia (2011), con Juan Benet

### Otros géneros
- La búsqueda de interlocutor y otras búsquedas (1974), artículos
- Agua pasada (Artículos, prólogos y discursos) (1993), miscelánea
- Esperando el porvenir. Homenaje a Ignacio Aldecoa (1994), conferencias
- La hermana pequeña (1999), teatro
- Cuadernos de todo (2002), diarios
- Coto cerrado de mi memoria, ed. de Charo Ruano, Consorcio de Salamanca, 2002
- Pido la palabra (2002), conferencias
- Visión de Nueva York (2005), diario
- Tirando del hilo : (artículos 1949-2000) (2006), artículos
- El libro de la fiebre (2007)
- La reina de las nieves". Imprescindibles RTVE (2020)

## Premios
- Premio Café Gijón en 1954 por su novela El balneario.
- Premio Nadal de 1957 por su novela Entre visillos.
- Premio Nacional de Literatura en la modalidad de Narrativa en 1978 por su novela El cuarto de atrás.
- Premio Nacional de Literatura Infantil y Juvenil en 1984.
- Premio Anagrama de Ensayo, 1987, por Usos amorosos de la postguerra española.
- Libro de oro de los libreros españoles Ensayo por Usos amorosos en 1987.
- Premio Acebo de Honor en 1988.
- Premio Príncipe de Asturias de las Letras Españolas en 1988.
- Premio Mujeres Progresistas, en 1990.
- Premio Castilla y León de las Letras en 1991.
- Premio Nacional de las Letras Españolas en 1994.
- Medalla de Oro del Círculo de Bellas Artes en 1997.
- Pluma de Plata del Círculo de la Escritura en 1999.
- Medalla de Oro de la Villa de Madrid en 2000.

## Adaptaciones
- Entre visillos fue adaptado como una teleserie de 15 capítulos por la Radio Televisión Española, dirigida por Miguel Picazo y transmitida entre febrero y marzo de 1974.[17]
- El cuento "Un alto en el camino" del volumen Las ataduras fue llevado al cine en 1976 como Emilia, parada y fonda bajo la dirección de Angelino Fons.[18]
- La novela Fragmentos de interior fue adaptada como teleserie en 4 capítulos por la Televisión Española, dirigida por Francisco Abad en 1984[19]

### Obras generales
- Saiz Álvarez, José Manuel y Herrero Herrero, Eustasio, eds. (2007). Luz en la quietud. Libro-homenaje a Carmen Martin Gaite. Colección Acqua Libros, 1, Madrid: Ediciones FIEC.
- Teruel,  José (2025). Carmen Martín Gaite: una biografía. Barcelona: Tusquets. ISBN 978-84-1107-590-9. Premio Comillas 2025 de Historia, Biografía y Memorias.

### Estudios especializados
- Cruz Cámara, Nuria (2008). El laberinto intertextual de Carmen Martín Gaite. Newark, Juan de la Cuesta.
- Teruel, José y Valcárcel, Carmen (eds.) «Un lugar llamado Carmen Martín Gaite», (2014) Siruela. El libro reúne las conclusiones de las jornadas que sobre la autora se celebraron en abril de 2013 en la casa familiar de los Martin Gaite, en el pueblo de El Boalo (Madrid), en otras 2 sedes en Madrid. En el congreso participaron, entre otros, José Carlos Mainer, José María Pozuelo Yvancos, Carme Riera, Belén Gopegui, Manuel Longares y Rafael Chirbes.
- Fernández Hoyos, Sonia (2012), Los ensayos de Carmen Martín Gaite, Granada, Tragacanto. Vol 1: La lucidez de leer la Historia. Vol 2: La algarabía de leer el mundo.
- González Couso, David (2010), Caperucita en Manhattan. Guía de Lectura. Navarra, Cénlit.
- González Couso, David, (2009). «Carmen Martín Gaite y su geografía literaria». Espéculo: Revista de Estudios Literarios, Nº. 41, 2009, ISSN-e 1139-3637,
- González Couso, David (2008, 2a ed. ampliada 2014). Los perfiles gallegos de Carmen Martín Gaite. Almería, Procompal Publicaciones. Epílogo de Ana María Martín Gaite.
- González Couso, David (2008). Una propuesta de lectura para Caperucita en Manhattan. Granada, Procompal Publicaciones.
- González Couso, David (2009), "Alas de libélula. El pastel del diablo, de Carmen Martín Gaite", Moenia. Revista lucense de Lingüística y Literatura.
- Núñez de la Fuente, Sara: «Estatuas animadas y autómatas en la literatura juvenil de Carmen Martín Gaite y Óscar Esquivias» en Elos. Revista de Literatura Infantil e Xuvenil, n.º 2, 2015; pp. 39-61.